# Championnat du monde féminin de hockey sur glace 1994
Navigation
Championnat du monde 1992 Championnat du monde 1997
La troisième édition du championnat du monde féminin de hockey sur glace s'est déroulé au mois d'avril 1994 dans la ville de Lake Placid, État de New York, aux États-Unis. Huit nations participent avec les cinq meilleures nations d'Europe, les deux nations d'Amérique du Nord et la meilleure nation entre la Chine et le Japon. Les matchs du championnat à proprement parler se sont joués entre le 11 et le 17 avril.

## Qualification
Les deux matchs de qualifications se sont joués les 11 et 12 mars à Obihiro no Mori au Japon. Les Chinoises ont remporté la victoire lors des deux matchs contre les Japonaises. Les résultats ont été les suivants :
- 11 mars : Chine 6-2 Japon
- 12 mars : Chine 7-1 Japon

## Premier tour
Les équipes finissant aux deux premières places de leur poule sont qualifiées pour la suite et pour la course à la médaille d'or.

### Groupe A
Résultats
| Équipe  | Can. | Chi. | Suè. | Nor. |
| ------- | ---- | ---- | ---- | ---- |
| Canada  |      | 7-1  | 8-2  | 12-0 |
| Chine   | 1-7  |      | 4-4  | 8-1  |
| Suède   | 2-8  | 4-4  |      | 3-1  |
| Norvège | 0-12 | 1-8  | 1-3  |      |

Classement
|   | Équipe  | PJ | V | N | D | BP | BC |
| - | ------- | -- | - | - | - | -- | -- |
| 1 | Canada  | 3  | 3 | 0 | 0 | 27 | 3  |
| 2 | Chine   | 3  | 1 | 1 | 1 | 13 | 12 |
| 3 | Suède   | 3  | 1 | 1 | 1 | 9  | 13 |
| 4 | Norvège | 3  | 0 | 0 | 3 | 2  | 23 |

Le jeune joueuse de 15 ans Hayley Wickenheiser du Canada va se blesser au cours du troisième match de son équipe et ne pourra poursuivre la compétition.

### Groupe B
Résultats
| Équipe     | U.S.A. | Fin. | Sui. | All. |
| ---------- | ------ | ---- | ---- | ---- |
| États-Unis |        | 2-1  | 6-0  | 16-0 |
| Finlande   | 1-2    |      | 13-0 | 17-1 |
| Suisse     | 0-6    | 0-13 |      | 2-1  |
| Allemagne  | 0-16   | 1-17 | 1-2  |      |

Classement
|   | Équipe     | PJ | V | N | D | BP | BC |
| - | ---------- | -- | - | - | - | -- | -- |
| 1 | États-Unis | 3  | 3 | 0 | 0 | 24 | 1  |
| 2 | Finlande   | 3  | 2 | 0 | 1 | 31 | 3  |
| 3 | Suisse     | 3  | 1 | 0 | 2 | 2  | 20 |
| 4 | Allemagne  | 3  | 0 | 0 | 3 | 2  | 36 |

## Second tour

### Matchs de classement
Les quatre  nations finissant aux deux dernières places de leur poule ont joué par la suite un mini-tournoi pour établir le classement entre la huitième et la cinquième place. L’équipe classée à la dernière place d’une poule jouant contre l’équipe classée troisième de l’autre poule. Les équipes remportant leur match jouant alors pour la cinquième place.
Dans les matchs de barrage, les Suédoises ont battu les Allemandes sur le score de 7 buts à 1 tandis que dans le même temps les Norvégiennes battaient les Suisses 7 à 4. Le lendemain, ce sont les Suisses qui battent les Allemandes sur le score de 4 à 3 et remportent la septième place du classement alors que les Suédoises gagnent la cinquième place 6-3 contre les Norvégiennes.

### Play-offs
Les matchs des demi-finales se sont joués le 15 avril. Américaines et Canadiennes se sont une nouvelle fois qualifiées pour la finale aux dépens des Chinoises (15 à 4) et des Finlandaises (4 à 1). Finalement, la Finlande finit à la troisième place du tournoi grâce à une victoire le 17 avril sur les Chinoises (8 à 1).
Encore une fois, ce sont les Canadiennes qui vont s'emparer de la médaille d'or avec Manon Rhéaume en tant que gardienne de but.

## Bilan

### Classement
|        | Équipe     |
| ------ | ---------- |
| Or     | Canada     |
| Argent | États-Unis |
| Bronze | Finlande   |
| 4      | Chine      |
| 5      | Suède      |
| 6      | Norvège    |
| 7      | Suisse     |
| 8      | Allemagne  |

### Classement des joueuses
Nota : B : buts, A : aides et P : points
| Année | Joueuses             | Équipe     | B | A | P  |
| ----- | -------------------- | ---------- | - | - | -- |
| 1     | Riikka Nieminen      | Finlande   | 4 | 9 | 13 |
| 2     | Danielle Goyette     | Canada     | 9 | 3 | 12 |
| 3     | Karyn Bye            | États-Unis | 6 | 6 | 12 |
| 4     | Cammi Granato        | États-Unis | 5 | 7 | 12 |
| 5     | Hongmei Liu          | Chine      | 8 | 3 | 11 |
| 6     | Tiia Reima           | Finlande   | 7 | 4 | 11 |
| 7     | Sari Krooks          | Finlande   | 3 | 7 | 10 |
| 7     | Stephanie O'Sullivan | États-Unis | 3 | 7 | 10 |
| 9     | Gretchen Ulion       | États-Unis | 5 | 4 | 9  |
| 9     | Hanna Teerijoki      | Finlande   | 5 | 4 | 9  |

## Sources
- (de) Cet article est partiellement ou en totalité issu de l’article de Wikipédia en allemand intitulé « Eishockey-Weltmeisterschaft 1994 » (voir la liste des auteurs).